# فرودگاه بین‌المللی مولتان
فرودگاه بین‌المللی مولتان (به انگلیسی: Multan International Airport) یک فرودگاه همگانی با کد یاتا MUX است که یک باند فرود آسفالت دارد و طول باند آن ۲۷۴۳ متر است. این فرودگاه در شهر مولتان کشور پاکستان قرار دارد و در ارتفاع ۱۲۲ متری از سطح دریا واقع شده‌است.

## شرکت‌های هواپیمایی و مقصدهای پروازی
| شرکت‌های هواپیمایی           | مقصدهای پروازی                                                                                               |
| --------------------------- | --- |
| ایر عربیا                   | شارجه |
| ایربلو                      | دوبی، ملک عبدالعزیز، جناح، شاهزاده محمد بن عبدالعزیز، شارجه                                                  |
| هواپیمایی امارات            | دوبی |
| فلای‌دبی                     | دوبی |
| گلف ایر                     | بحرین |
| هواپیمایی بین‌المللی پاکستان | ابوظبی، فیصل‌آباد، بینظیر بوتو، ملک عبدالعزیز، جناح، اقبال لاهوری، شاهزاده محمد بن عبدالعزیز، کویته، ملک خالد |
| هواپیمایی قطر               | حمد |
| Salam Air                   | مسقط |
| هواپیمایی سعودی             | ملک عبدالعزیز                                                                                                |
| شاهین ایر                   | دوبی، ملک عبدالعزیز، جناح، شاهزاده محمد بن عبدالعزیز، مسقط، ملک خالد                                         |
| هواپیمایی تابان             | فصلی: شهید هاشمی‌نژاد مشهد                                                                                    |